# Cefotiam
Cevalotiam' je jedan od cefalosporina, koji ima širok spektar dejstva proti gram-pozitivnih i gram-negativnih mikroorganizama.

## Spoljašnje veze
|  | Molimo Vas, obratite pažnju na važno upozorenje u vezi sa temama iz oblasti medicine (zdravlja). |